# Chaignes
Chaignes és un municipi francès situat al departament de l'Eure i a la regió de Normandia. L'any 2007 tenia 302 habitants.

## Demografia

### Població
El 2007 la població de fet de Chaignes era de 302 persones. Hi havia 108 famílies, de les quals 12 eren unipersonals (4 homes vivint sols i 8 dones vivint soles), 42 parelles sense fills, 50 parelles amb fills i 4 famílies monoparentals amb fills.
La població ha evolucionat segons el següent gràfic:
Habitants censats

### Habitatges
El 2007 hi havia 124 habitatges, 108 eren l'habitatge principal de la família, 14 eren segones residències i 2 estaven desocupats. 120 eren cases i 4 eren apartaments. Dels 108 habitatges principals, 93 estaven ocupats pels seus propietaris, 14 estaven llogats i ocupats pels llogaters i 2 estaven cedits a títol gratuït; 1 tenia una cambra, 2 en tenien dues, 8 en tenien tres, 18 en tenien quatre i 79 en tenien cinc o més. 88 habitatges disposaven pel capbaix d'una plaça de pàrquing. A 42 habitatges hi havia un automòbil i a 64 n'hi havia dos o més.

### Piràmide de població
La piràmide de població per edats i sexe el 2009 era:
| Homes | Edats   | Dones |
| ----- | ------- | ----- |
| 0     | 95 o +  | 0     |
| 0     | 90 a 94 | 4     |
| 0     | 85 a 89 | 0     |
| 4     | 80 a 84 | 0     |
| 0     | 75 a 79 | 8     |
| 4     | 70 a 74 | 0     |
| 4     | 65 a 69 | 0     |
| 4     | 60 a 64 | 8     |
| 8     | 55 a 59 | 4     |
| 4     | 50 a 54 | 4     |
| 12    | 45 a 49 | 8     |
| 20    | 40 a 44 | 8     |
| 12    | 35 a 39 | 24    |
| 12    | 30 a 34 | 4     |
| 4     | 25 a 29 | 8     |
| 8     | 20 a 24 | 4     |
| 8     | 15 a 19 | 12    |
| 4     | 10 a 14 | 20    |
| 0     | 5 a 9   | 24    |
| 16    | 0 a 4   | 12    |

## Economia
El 2007 la població en edat de treballar era de 203 persones, 149 eren actives i 54 eren inactives. De les 149 persones actives 135 estaven ocupades (74 homes i 61 dones) i 14 estaven aturades (9 homes i 5 dones). De les 54 persones inactives 18 estaven jubilades, 17 estaven estudiant i 19 estaven classificades com a «altres inactius».

### Ingressos
El 2009 a Chaignes hi havia 104 unitats fiscals que integraven 315 persones, la mediana anual d'ingressos fiscals per persona era de 21.545 €.

### Activitats econòmiques
Dels 19 establiments que hi havia el 2007, 1 era d'una empresa extractiva, 3 d'empreses de fabricació de material elèctric, 1 d'una empresa de fabricació d'altres productes industrials, 1 d'una empresa de construcció, 2 d'empreses de comerç i reparació d'automòbils, 1 d'una empresa de transport, 3 d'empreses d'hostatgeria i restauració, 1 d'una empresa d'informació i comunicació, 1 d'una empresa financera, 2 d'empreses immobiliàries, 1 d'una empresa de serveis i 2 d'empreses classificades com a «altres activitats de serveis».
Dels 6 establiments de servei als particulars que hi havia el 2009, 1 era una fusteria, 3 restaurants i 2 agències immobiliàries.
L'únic establiment comercial que hi havia el 2009 era una adrogueria.
L'any 2000 a Chaignes hi havia 5 explotacions agrícoles.

## Poblacions més properes
El següent diagrama mostra les poblacions més properes.